# Литванија на Дечјој песми Евровизије
Литванија је четири пута учествовала на Дечјој песми Евровизије.

### Учешћа
| Година    | Извођач(и)       | Песма                | Пласман          | Поени            |
| --------- | ---------------- | -------------------- | ---------------- | ---------------- |
| 2007      | Lina Joy         | Kai miestas snaudžia | 13               | 33               |
| 2008      | Eglė Jurgaitytė  | Laiminga diena       | 3                | 103              |
| 2009      | Није учествовала | Није учествовала     | Није учествовала | Није учествовала |
| 2010      | Bartas           | Oki Doki             | 6                | 67               |
| 2011      | Paulina Skrabyte | Debesys              | 10               | 53               |
| 2012–2025 | Није учествовала | Није учествовала     | Није учествовала | Није учествовала |